# Podocerus sandroruffoi
Podocerus sandroruffoi is een vlokreeftensoort uit de familie van de Podoceridae. De wetenschappelijke naam van de soort is voor het eerst geldig gepubliceerd in 2003 door Ortiz & Lalana.